# 长喙葱
长喙葱（学名：Allium globosum）是葱科葱属的植物。分布在中亚地区、西伯利亚、欧洲以及中国大陆的新疆自治区等地，生长于海拔1,000米至3,100米的地区，常生于向阳石灰质山坡，目前已由人工引种栽培。

## 别名
博格多葱